# Ligne 86 du tramway de Bruxelles
La ligne 86 est une ancienne ligne du tramway de Bruxelles qui a fonctionné jusqu'au 11 mai 1959.

## Histoire
La ligne est supprimée le 11 mai 1959 et remplacée par une ligne d'autobus sous le même indice[réf. nécessaire],.